# Double napoléon
Le double napoléon est une pièce de monnaie en or d'une valeur faciale de quarante francs français dont l'avers porte l'effigie de Napoléon Bonaparte.
Au sens large, double napoléon désigne toute pièce de monnaie en or d'une valeur faciale de quarante francs français.

## Histoire
Le double napoléon est créé par la loi du 17 germinal an XI (28 mars 1803), sur la fabrication et la vérification des monnaies.
La loi précitée définit les principales caractéristiques du double napoléon :
- Titre : 900 ‰ d'or ;
- Taille au kilogramme : 77 ½ ;
- Poids : 12,90322 g ;
- Tolérance du titre : ± 3 ‰ ;
- Tolérance de poids : ± 2 ‰.

Son diamètre est fixé à 26 millimètres par l'arrêté du 28 germinal an XI (18 avril 1803).